# Raorchestes sushili
Espèce
Synonymes
- Philautus sushili Biju & Bossuyt, 2009
- Pseudophilautus sushili (Biju & Bossuyt, 2009)

Statut de conservation UICN

 CR B1ab(iii) : 
En danger critique
Raorchestes sushili est une espèce d'amphibiens de la famille des Rhacophoridae.

## Répartition
Cette espèce est endémique du district de Coimbatore dans le Tamil Nadu en Inde. Elle se rencontre dans les Ghâts occidentaux,.

## Étymologie
Cette espèce est nommée en l'honneur de Sushil Kumar Dutta.

## Publication originale
- Biju & Bossuyt, 2009 : Systematics and phylogeny of Philautus Gistel, 1848 (Anura, Rhacophoridae) in the Western Ghats of India, with descriptions of 12 new species. Zoological Journal of the Linnean Society, vol. 155, p. 374-444.